# Гупийер (Кальвадос)
Гупийе́р (фр. Goupillières) — коммуна во Франции, находится в регионе Нижняя Нормандия. Департамент коммуны — Кальвадос. Входит в состав кантона Эвреси. Округ коммуны — Кан.
Код INSEE коммуны — 14307.

## Население
Население коммуны на 2010 год составляло 166 человек.
| 1962 | 1968 | 1975 | 1982 | 1990 | 1999 | 2010 |
| ---- | ---- | ---- | ---- | ---- | ---- | ---- |
| 91   | 78   | 89   | 117  | 115  | 150  | 166  |

## Экономика
В 2010 году среди 113 человек трудоспособного возраста (15—64 лет) 81 были экономически активными, 32 — неактивными (показатель активности — 71,7 %, в 1999 году было 64,4 %). Из 81 активных жителей работали 78 человек (43 мужчины и 35 женщин), безработных было 3 (2 мужчин и 1 женщина). Среди 32 неактивных 7 человек были учениками или студентами, 15 — пенсионерами, 10 были неактивными по другим причинам.